# Histoire de l'occupation (Belgique)
L’histoire de l’occupation est un champ de recherche se penchant sur les occupations d’un pays par un autre et les changements provoqués par celles-ci  sur les populations (occupées comme occupantes) mais également sur la société et son fonctionnement dans son ensemble au niveau politique, institutionnel, intime, publique, de ses représentations...
Les occupations militaires européennes sont une sous-catégorie de la guerre dans le domaine de la recherche historique. Les pays belligérants se livrent bataille amenant des conquêtes de territoires. Si ces conquêtes ne font pas toujours partie des plans initiaux, il faut administrer les populations vivant sur ces territoires qui interviennent dans les efforts de guerre des états conquérants s’en servant comme arrière-pays pour les armées combattantes. Les sociétés conquises se retrouvent à la merci des violences armées, concrètes ou symboliques (via des mesures vexatoires ou autres), et soumises à des régimes voués à les exploiter dans leur effort de guerre. Les régimes d’occupation prolonge les dangers liés à l’invasion à travers des restrictions parfois draconiennes, une répression vis-à-vis des récalcitrants, l’imposition d’une présence militaire, l’exploitation matérielle et le démantèlement des institutions autochtones.
L’historiographie de l’occupation n'ayant pas été étudiée comme un mouvement historiographique uni, il faut s’intéresser aux articles et publications abordant l’historiographie des conflits mondiaux ou les thématiques touchées par l’occupation. 
La Belgique a connu deux occupations sur son territoire à l'occasion de la Première et Seconde Guerre mondiale. L'historiographie des occupations dans ces conflits est donc abordée thématiquement ici. 

## Première Guerre mondiale

### Historiographie générale

#### Internationale
Depuis qu’elle a éclaté, la Première Guerre mondiale a connu un flot incessant de parutions dans le monde entier commençant à être écrite par ses contemporains alors qu’elle n’est pas encore terminée. Les préoccupations publiques ont changé et les questions posées au conflit ont été transformées en évoluant dans le temps par l’expérience d’autres guerres mais aussi des commémorations.
A. Prost et J. Winter isolent trois phases de recherche au niveau mondial:
Dans la première, « phase politique et diplomatique », les auteurs sont des témoins des faits ou en relation avec ceux-ci. Leur but est de définir les responsabilités afin de défendre les choix effectués en temps de guerre (les raisons du conflit, sa durée, le nombre de morts…). Les publications officielles de documents coïncident avec cette étape. C’est essentiellement une histoire « bataille » et des échanges diplomatiques où événementiel vu « d’en haut » (les poilus sont absents de ces récits) prédomine. Un lien direct entre histoire et mémoire est réalisé afin de soutenir le moral de la population. La Seconde Guerre mondiale va, par la suite, reléguer la Première à une relative marginalité.
Dans la seconde phase historiographique, « phase sociale », l’histoire politiques est mise au premier plan mais l’économie et la société appartiennent au paysage abordant l’histoire de la société comme l’histoire des structures sociales et des mouvements sociaux : à l’histoire de la nation succède celle du peuple avec un mélange de narration d’en haut et d’en bas. En effet, des anciens combattants, approchant de leur retraite et voulant écrire leurs souvenirs de jeunesse, ont rédigé des ouvrages avec un regard plus englobant. La question de la continuité entre les deux conflits devient importante. De plus, à cette époque, le niveau d’instruction s’améliore et de nouveaux médias apparaissent, comme la télévision, qui permettent de démocratiser l’histoire. Cette appropriation du secteur public est le point de départ pour certaines études anglo-saxonnes,.
La troisième configuration historiographique, « phase culturelle et sociale », qui s’effectue par un glissement des domaines de recherches, place la culture en tant que moteur de l’histoire permettant de redécouvrir, dans les années 1990, le cas de l’occupation de guerre. Elle s’accompagne d’un regain pour l’intérêt de la guerre en liant mémoire et identité (le « devoir de mémoire » ayant envahi la société). Dans cette approche, sorte d’anthropologie historique, les représentations déterminent les actes, l’histoire culturelle est une histoire de l’intime.
La création de nouvelles institutions de recherche, tel que l’Historial de la Grande Guerre à Péronne (en 1992), portant la troisième configuration, a permis d’élargir le champ historique à plusieurs domaines comme celui de l’art, de la médecine, de la littérature…  Le vécu des hommes et des femmes ainsi que leurs ressentis de la guerre sont pris en compte. Les chercheurs donnent de l’importance aux objets et montrent l’importance du comparatisme. Ce centre a donné une impulsion décisive à l’histoire culturelle. Hormis la création d’institutions de recherches, l’ouverture des archives a également permis de renouveler l’historiographie de la Grande Guerre,,.
Winter J. distingue une quatrième phase dans l’introduction de la série La Première Guerre mondiale: « phase transnationale ». Elle se distingue par sa perspective globale étudiant les objets historiques par un mouvement de va-et-vient entre l’international et le national. La guerre est aujourd’hui étudiée du point de vue des alliances, négociations, batailles mais aussi des économies, états des finances et de ravitaillement ainsi que des opinions publiques. La recherche historique s’est déplacée vers de nouveaux champs tels que : l’histoire des représentations, des émotions… et a perçu la Première Guerre mondiale comme un acte fondateur d’un siècle court mais barbare. L’histoire de la guerre est aussi la façon dont chaque personne l’a comprise, vécue ainsi que ses conséquences. 
L’historiographie de la Grande Guerre a connu une régénération forte ces trente dernières années notamment grâce aux acquis théoriques et méthodologiques et la prise en compte des résultats issus de l’histoire culturelle dans les années 1990. La mort des derniers Anciens combattants n’a pas empêché un regain d’intérêt pour cette période notamment à l’approche du centenaire dans les sphères scientifiques comme celles plus « profanes ». Des sujets bien connus sont revisités grâce aux approches transnationales et comparatives. Dans cette lignée, citons l’initiative remarquable (et librement accessible) de l’Université Libre de Berlin faisant appel à des chercheurs spécialisés dans des sujets touchants au premier conflit mondial de toutes nationalités : 1914-1918-online.

#### Concepts essentiels
Dans les années 1980-1990, le développement du concept de « culture de guerre » - soit « un corpus de représentations du conflit cristallisé en un véritable système donnant à la guerre sa signification profonde »-, a permis de débloquer l’historiographie de la Première Guerre mondiale alors qu’elle était focalisée sur l’histoire politique, diplomatique et militaire. Il a permis de mettre en évidence les mécanismes psycho-sociaux développés pendant ce conflit. Aujourd’hui, les éléments matériels en plus de ceux discursifs sont également pris en compte permettant d’étudier les moyens par lesquels les individus ont donné sens à la guerre et adaptés leurs vies. Une des facettes de ce concept est l’anthropologie du consentement. Il participe au même titre que la notion de « guerre totale » à la mise en évidence de la continuation entre le front et l’intérieur du pays, c’est aussi une autre forme de participation à la guerre qui se joue à l’intérieur, le « front intérieur »,.
Le concept de « guerre totale » a permis d’enrichir l’histoire de la guerre à travers le temps liant l’histoire des soldats à celle des sociétés. Dans un premier temps, il fut travaillé sous l’angle de la mobilisation de la société comme un problème politique posé à l’État. Dans un deuxième, il fut étudié selon les structures et conflits sociaux. Dans un troisième, il fut étudié sous l’aspect de la culture matérielle, le consentement de la société et la mobilisation culturelle. Il implique la non-séparation de l’histoire des soldats et des sociétés, de la ligne de front et du « front intérieur ». Ce concept enrichit l’histoire de l’occupation qui fut étudiée de nombreuses fois, avec la thèse selon laquelle la totalisation de la guerre depuis la fin du XIXe siècle a entraîné une implication croissante des civils dans la poursuite de la guerre avec des conséquences désastreuses,.

#### Belgique
L’historiographie belge de la Première Guerre mondiale a connu des évolutions spécifiques mais également en lien avec l’historiographie internationale du conflit. L’historiographie de la Première Guerre mondiale est restée dans l’ombre pendant longtemps, nous avons pu l’éclairer grâce au travail de N. Wouters et B. Benvindo, B. Majerus et A. Vrints.
Une première vague historiographique (1918-1928) naît dans le conflit et se poursuit après celui-ci représentée par nombre de publications de diverses formes, dont peu sont faites par des historiens, commémorant les années de guerre endurées par la population et abordant la position de victime de la Belgique et les atrocités allemandes. Une grande partie de l’attention est alors focalisée sur les civils, chose remarquable sur le plan historiographique européen. À l’époque l’histoire contemporaine n’existe pas comme discipline académique forte en Belgique. Parmi cette production historiographique, un ouvrage sort du lot : Comment naît un cycle de légendes. Francs-tireurs et atrocités en Belgique du sociologue F. Van Langenhove qui se démarque radicalement du flot d’écrits qui paraissent à cette époque sur les atrocités allemandes révélant que les troupes furent victimes d’une “légende” des francs-tireurs issues d’un conflit précédent,,.
Certains historiens belges (se détachant de leurs périodes de prédilection), se préoccupent tout de même du champ de la guerre en même temps que l’État essaie d’organiser l’écriture de cette histoire soutenant des buts diplomatiques et l’incorporation du vécu de guerre à l’histoire nationale. Cette histoire est essentiellement, si ce n’est les exceptions dévoilées plus loin, vue d’en haut. L’État crée en 1919, la Commission des Archives de la Guerre (CAG) dont Henri Pirenne est à la tête. Ce dernier multipliera les efforts pour collecter les sources et archives du conflit défendant déjà une histoire par les comparaisons internationales ou transnationale. Il publiera un ouvrage de synthèse sur l’occupation belge abordant les thèmes des comportements, mentalités, stratégies de survie dans l’initiative internationale de la fondation Carnegie en 1928. Avec une approche différente puisqu’à l’époque l’histoire militaire domine l’historiographie et est souvent rédigée par des militaires eux-mêmes. Soulignons, l’initiative originale d'Ernest Mahaim  de faire une histoire socio-économique du conflit. Après 1928, les recherches historiques sur la Première Guerre s’essoufflent dans le monde académique belge. Le CAG est aboli en 1928 transférant ses collections aux archives nationales,,.
Entre 1928 et 1997, la Première Guerre mondiale occupe une place marginale dans l’historiographie belge. Un champ académique belge de l’histoire contemporaine ne prenant son envol qu’à partir de 1945 se centrant essentiellement sur la Seconde Guerre mondiale. Toutefois, le public manifeste toujours de l’intérêt pour le premier conflit, en attestent les activités autour du 50e anniversaire de celui-ci. Dans les années 1960 à 1990, la Grande Guerre n’est abordée que de façon partielle souvent en rapport avec les thèmes de l’actualité politique et des mythes nationaux autour du mouvement flamand et du roi Albert Ier. Ces travaux témoignent de l’émergence d’une nouvelle génération comptant en finir avec les mythes qui avaient  dominé les mémoires belge et flamande. Dans le même temps une historiographie secondaire relève de l’influence du mouvement flamand. Quelques études sérieuses mais individuelles ne relevant pas d’un mouvement belge de la Première Guerre mondiale s’intéresse à l’alimentation et les conditions de vie matérielles, le travail et les femmes,,.
L’année 1997 marque un tournant avec la publication de la synthèse La Belgique et la Première Guerre mondiale de S. de Schaepdrijver (parue en néerlandais avant sa traduction en 2004) qui est la première synthèse sur la Grande Guerre depuis l’ouvrage de Pirenne en 1928. C’est un grand succès commercial qui va attirer l’attention sur ce champ de recherche dans une période où les cadres académiques commencent à s’intéresser à cette guerre, notamment L. Van Ypersele qui rédige sa thèse de doctorat sur le mythe du Roi-Soldat en 1994. Les recherches de cette dernière, sous l’influence de l’Historial de la Grande Guerre, ont préconfiguré la première école belge de recherche sur la Première Guerre mondiale se focalisant sur l’histoire culturelle articulée autour de la mémoire et des héritages dans des domaines tels que la résistance et les atrocités allemandes durant l’invasion. Elle rejoindra l’Historial en tant que membre, ouvrant l’ère des recherches internationales à la Belgique.  En 1994, le Centre belge d’Étude de la Seconde Guerre mondiale voit ses missions s’élargir en se transformant en Centre de recherche historique et de documentation sur la guerre dans la société contemporaine (CEgeSoma) dont les buts sont de couvrir un plus large rayon chronologique et élargir le prisme interprétatif des recherches tout en connectant les deux conflits mondiaux. L’institution entraîne également un regain de la discussion dans ce domaine historiographique entre les acteurs,.
Ce gain de dialogue est illustré par les publications des Archives Générales du Royaume qui rassemblent les différents acteurs de la recherche historique sur la Première Guerre en Belgique et dans le même temps effectuent des efforts dans l’ouverture des archives permettant la rédaction de cette histoire. La Grande Guerre est donc redécouverte de 1997 à 2014. Les sujets et manières de les aborder sont très variés : histoire de l’occupation, expérience du front, histoire de la violence, histoire judiciaire, histoire de l’alimentation, l’histoire culturelle avec les mémoires et les commémorations, les microhistoires et l’histoire des villes… L’étude tardive de cette guerre induit d’aller chercher des historiens internationaux l’étude de certains sujets belges : J. Horne et A. Kramer ont travaillé sur les atrocités à l’égard des civils belges durant l’invasion allemande et J. Thiel sur le travail forcé,.
Le centenaire a accéléré la production des recherches et publications dans les multiples secteurs étudiés.  Beaucoup d’historiens « seniors » de ce conflit ont participé à l’histoire publique par des expositions, politiques commémoratives, participation dans les médias… Il faut constater que de nombreuses recherches sont menées hors du monde scientifique se focalisant sur l’expérience personnelle des gens ordinaires en guerre où l’absence de l’activisme flamand et l’histoire politique traditionnelle sont remarquables.
La recherche concernant l’occupation de la Première Guerre en Belgique a connu un renouveau ces vingt dernières années avec des percées majeures en ce qui concerne l’espionnage, le maintien de l’ordre, les circonstances matérielles et leurs impacts sur l’imaginaire politique ainsi que la contre-mobilisation flamande. Les chercheurs ont dépassé l’étude par classes ou le cadre national.  Il y a encore peu de recherches concernant les aspects pratiques de l’occupation : travail, alimentation, maintien de l’ordre… L’historiographie de la Belgique en guerre se structure essentiellement autour des axes de l’occupation, de l’exil et du front faisant du pays un laboratoire de la guerre totale entraînant un renouveau de l’histoire sociale.  La structuration sociale des expériences de guerre est un des fils rouges des recherches en cours après la vague de renouveau induite par l’histoire culturelle et sa « culture de guerre ». L’histoire urbaine ainsi que celle socio-économique du conflit sont encore à écrire largement. L’histoire de l’occupation qui a été le focus dès l’entre-deux guerres est aujourd’hui renouvelée par une historiographie plus attentive aux jeux d’échelle et aux marges de manœuvre individuelles,.
Une nouvelle historiographie riche de ces occupations a vu le jour par l’étude des cas de la France et la Belgique  avec les travaux de A. Becker, Oubliés de la Grande Guerre et les Cicatrices rouges. La synthèse de S. de Schaepdrijver restant bien évidemment une référence incontournable. Il n’existe pas encore de synthèse sur les occupations militaire de la Première Guerre mondiale en Europe toutefois un numéro spécial de First World War Studies dirigé par S. de Schaepdrijver réunit des contributions sur l’occupation des différents pays dont la Belgique,.

### Administration du territoire et gouvernance
Les dynamiques de contrôle social sont désormais placées sous la loupe en particulier les processus d’adaptation des institutions policières et judiciaires et leurs usages par la population.

#### Police
Dans ce domaine, B. Majerus et A. François sont des références avec leurs travaux concernant la police belge et les affaires de magistrats. Ils apportent un éclairage sur la question de la gouvernance et les autorités locales.
L’étude de la police d’occupation, pour B. Majerus, implique de s’intéresser à une littérature des administrations étatiques sous l’occupation dont les travaux de Marc-Olivier Baruch et Alain Bancaud sont remarquables tandis que d’autres sont de qualités plus médiocres.  En complément, l’histoire du quotidien et la sociologie des organisations fournissent de nombreux modèles pour l’appréhender. L’historiographie récente sur la police plaide pour une réflexion sous le paradigme de la « domination comme pratique sociale » - comme « interaction interne entre supérieurs et inférieurs mais aussi entre police et population ». Ce rapport n’est pas linéaire mais soumis à négociation.
Cette police est soit étudiée d’en haut, le plus souvent, apparaissant comme un simple instrument sans autonomie (ce qui revient à étudier les politiques des secrétaires généraux, magistrats etc.) ou uniquement par un biais spécifique, souvent des études biaisées par le type d’archives consultées (archives de l’épuration), où elle incarne une « administration mauvaise ».

#### Politique de gestion
Une étude d’ensemble sur l’importance de la question belge dans toutes ses dimensions dans le cadre de la politique de guerre allemande reste à écrire.
La coopération des instances étatiques avec les autorités occupantes, omniprésente dans les recherches sur la Seconde Guerre mondiale, est délaissée dans le champ historiographique de la Première. Cela peut s’expliquer par un refoulement dans l’entre-deux-guerres de la responsabilité de l’État où la vision d’un pays dirigé par une administration allemande surnuméraire s’est imposée. Le rôle des administrations belges est alors sorti du champ de recherche.
L’édition des rapports du chef de département du gouvernement général en Belgique de M. Amara et H. Roland est éclairant sur la politique de gestion du pays occupé par l’Allemagne. 

### Relations occupant-occupés

#### Résistances et collaborations
L’historiographie de la résistance et de la collaboration ont été renouvelées par une approche conciliant les visions du haut et du bas permettant de mettre l’accent sur les réseaux de sociabilité, les origines sociales et les pratiques locales.

##### Résistances
Les archives économiques et financières sont parfois organisées en quatre thèmes, dont un est le renseignement, les trois autres étant les opérations militaires, les questions politico-militaires et les questions logistiques. À la suite de cette division, les renseignements dépendent souvent de l’histoire politique. 
D’un point de vue bibliographique, de grands progrès ont été accomplis dans les études sur la résistance, et plus particulièrement sur les services secrets, y compris leur impact culturel. La résistance à l’occupation allemande en Europe de l’Ouest bénéficie depuis une dizaine d’années d’un regain d’intérêt historiographique. Citons dans ce domaine, les ouvrages de L. Van Ypersele, d’E. Debruyne et J. Paternostre,, J. van der Fraenen et P.-J. Lachaert.Plusieurs mémoires furent aussi réalisés dans ce domaine à l’UCL. Entre autres, sur les services belges d’espionnage et de contre-espionnage, le réseau de renseignement de la Grande Guerre, la Dame Blanche (1916-1918), ou encore sur les réseaux de renseignements du GQG belge pendant la Première Guerre mondiale, 1914-1918,,.
Les connaissance de l’espionnage et de la surveillance durant la Première Guerre mondiale demeurent réduites en raison des difficultés d’accès ou des destructions de certaines archives. L’historien doit donc surpasser ces difficultés et user d’autres types de sources variés. Les recherches académiques concernant ce domaine ont tout de même bénéficier d’un développement des études de la surveillance à la fin du XXe siècle mais demeurent encore éparses et très récentes.
L. Van Ypersele et E. Debruyne ont travaillé sur la résistance et les réseaux de renseignement mettant en avant les dangers auxquels ils ont fait face dans De la guerre de l’ombre aux ombres de la guerre

##### Collaborations
La question de la collaboration flamande et des activistes a été abordée très tôt après le conflit et appartient aux sujets qui ont fait couler le plus d’encre concernant l’historiographie de la Première Guerre mondiale en Belgique (plus du côté flamand que wallon). Après 1928, une historiographie flamande alternative devient dominante alors que la Première Guerre mondiale quitte la sphère académique qu’elle a occupée pendant un temps court de façon marginale.
La question de la collaboration flamande et de la Flamenpolitik des Allemands durant l’occupation est déjà un sujet étudié en 1918. De 1918 à 1928, les publications d’archives visent à mettre en évidence la trahison des activistes flamands. Après 1928, et la disparition des institutions académiques de la production sur la Première Guerre mondiale, la production sur le nationalisme flamand augmente par les formes d’histoire populaires (presse, nouvelles, propagandes) usant d’arguments du sacrifice des soldats flamands qui ne comprennent pas les ordres des officiers francophones, le martyre des collaborateurs flamands (les activistes) et le manque de législation après la guerre sur les demandes flamandes. Mais une histoire académique par une nouvelle élite intellectuelle flamande émerge.
Dans les années 1930, les liens entre la scène historique flamande et celle allemande ne sont pas coupés, à l'instar du reste du pays, permettant des réflexions fondamentales et des travaux historiques importants après 1928 sur la Flamenpolitik et le mouvement flamand. Des activistes du conflit mondial comme Léo Picard ou Max Lamberty s’intéressent à cette histoire du mouvement flamand qu’ils rédigent dans les années 1930.
Dans les années 1960, avec le retour de l’histoire contemporaine, en marge de l’étude du deuxième conflit mondial, les controverses concernant la collaboration flamande et le mouvement flamand sont présentes. Elle se cristallisent autour de mythes. Le premier porte sur le sacrifice des masses flamandes qui ne comprennent pas les ordres des officiers francophones. Dans les années 1970 et 1980, des écrivains flamands proposent une approche critique menant le débat dans la littérature scientifique comme populaire (presse) en raison des enjeux qui pèsent derrière. En effet, ce thème revient régulièrement sur la scène historique belge en raison des enjeux et revendications politiques nationales flamandes. Toutefois, dans la moitié des années 1980, les historiens militaires, Luc de Vos et Hans Keymeulen, mettent un terme au « mythe des 80% ». Le second porte sur l’impact de la Première Guerre mondiale sur le nationalisme flamand et le mouvement activiste flamand sous l’occupation. Dès les années 1920, les activistes sont présentés, dans les milieux nationalistes flamands, comme des « idéalistes » exprimant une frustration flamande face aux injustices francophones. Cette image est débattue à partir des  années 1970 par les historiens. En 1974, Lode Wils, spécialiste reconnu du mouvement flamand, lance un pavé dans la mare : l’activisme est une création de la Flamenpolitik de l’occupant ayant provoqué un nationalisme flamand séparatiste. L’historiographie flamande va débattre autour de cette idée dans les décennies suivantes en la prolongeant soutenant un activisme impulsé par le pangermanisme avant-guerre ou au contraire, en la réfutant et insistant sur l’autonomie du mouvement et l’anti-belgicisme avant 1914.
Certains historiens se sont penchés sur la collaboration flamande et plus particulièrement le Conseil des Flandres et le rôle de la guerre dans la levée de nouvelles formes de l’activisme flamand (L. Wils,, S. de Schaepdrijver, A. Vrints). Tandis que d’autres l’ont replacé dans le contexte des nationalismes des XIXe   et   XXe siècle : (K. Deprez et L. Vos). Les comparaisons entre les mouvements nationalistes et séparatistes en Belgique et ailleurs en Europe ne sont pas nombreuses laissant la voie ouverte pour le futur (P. Hossay). Si les mouvements nationalistes et la notion de collaboration en temps de guerre a été largement abordés, les études ont ignoré la collaboration locale. Les difficultés fondamentales de cette histoire sont le retour de « mauvais souvenirs » de la guerre et les disputes politiques.

#### Internement, déportations, exils et travail forcé
La pérennité de l’occupation induit la déportation et la mise au travail forcé afin de participer à l’effort de guerre allemand qui exige une importante main d’œuvre.
Les historiens ont tardé à s’intéresser aux expériences des réfugiés et des travailleurs et à les replacer dans un contexte de vie politique intérieure et des réseaux transnationaux. Les spécialistes de l’histoire sociale se sont focalisés sur les forces sociales organisées. Une conceptualisation plus élargie des déplacements de population accroît la compréhension de la Première guerre sans perdre de vue les questions plus vastes de transformations politiques et sociales.
L’ère de recherche liée aux travaux forcés et à la déportations des civils belges durant la Première Guerre mondiale n’a pas été explorée systématiquement (F. Passelecq , S. Claisse). Quelques aspects de l’expérience de la déportation ont été examinés en Belgique mais les recherches les plus intéressantes sur ces déportations sur le territoire belge viennent de l’étranger sous l’impulsion de l’Allemagne (C. Roolf , K. Rawe , J. Thiel ).
D’autres expériences civiles de la guerre méritent une plus grande attention de la part des chercheurs comme la vague de réfugiés. Cette histoire demande de se concentrer sur le développement national et les stéréotypes ethniques tout comme les trauma de guerre. Ce sujet a gagné en intérêt en passant par la sphère publique notamment grâce à une exposition au musée In Flander Fields mais il reste en marge des études de la Grande Guerre méritant son inclusion dans des études de synthèses (M. Amara).

#### Violence
Le souvenir de la Grande Guerre a lié la violence aux combattants qui en ont été les victimes oubliant les populations désarmées à l’instar du deuxième conflit mondial. Toutefois, en Belgique, les souffrances civiles sont utilisées dans la propagande et dans l’historiographie rapidement après le conflit. Les habitants des territoires occupés n’ont pas été mis à l’abri de cette violence qui se déchaîne aussi sur le front intérieur : s’ils sont protégés du poids des armes, ils ne le sont pas de celui de la mort, du travail et de la mobilisation idéologique. Ces populations ont été peu étudiées  une fois passer leur instrumentalisation du temps de la guerre. La violence est selon, S. Audouin-Rouzeau et A. Becker, un vecteur de compréhension de cette histoire. Que ce soit entre combattants, contre les prisonniers, les civils... la violence à marquer les différents aspects de la guerre et de l’occupation se radicalisant progressivement dans le conflit. La violence sous ses diverses formes  a joué un rôle fondamental dans le processus de totalisation de la guerre,.
La violence en temps de guerre conduit à une « brutalisation » des comportements et des hommes portant la matrice d’un siècle court de violence. Ce concept de brutalisation emprunté à George Mosse a connu une grande extension dans l’historiographie du conflit. L’Historial de la Grande Guerre a également joué un rôle en poussant à sortir des conceptions de victimisation des acteurs du conflit soulignant les comportements non contraints par les autorités.
L’historiographie actuelle tend aussi à montrer que les violences de 1914-1918, perpétrées dans une Europe « policée », ne peuvent se comprendre qu’au travers des représentations collectives de l’époque, c’est-à-dire, à travers la « culture de guerre »,.
La période de l’occupation a été moins étudiée (bien qu’ayant durée quatre ans) que celle des mois d’invasion de 1914. Dans la nouvelle configuration historiographique, un questionnement se développe sur ce qui a rendu possible les atrocités allemandes en 1914. En effet, l’invasion de la Belgique par les Allemands fut marquée par les « atrocités allemandes », un déchaînement de violences contre les civils accusés de mener une guerre de francs-tireurs isolés.
Ces nouvelles problématiques aboutissent sur des nouvelles recherches, repris en quatre thèmes (selon l’Université Libre de Bruxelles) : les femmes et la guerre, la population civile et son encadrement en Belgique occupée, les Belges en exil et les conséquences de la guerre et les métamorphoses de l’après-guerre.

### Vie quotidienne
F. Dauphin a réalisé un mémoire sur la vie quotidienne durant l’occupation montrant un regain d’intérêt pour ce sujet à la fin du XXe siècle. L’impact de la guerre sur les ménages et leurs budgets, le chômage sur les dernières années de guerre et dans l’après-guerre ainsi que le stress émotionnel sur la vie de famille sont des aires de recherche non traitées.

#### Vie civile
Les premiers sujets à l’occupation sont les occupés, c’est-à-dire, les civils du « front de l’intérieur ». L’historiographie de la vie des civils a été développée selon trois axes qui se sont succédé : les masses, les classes et les cultures. Dans les années 1920-1930, les masses de l’arrière sont représentées comme des populations à mobiliser, à protéger ou devant se sacrifier pour continuer la guerre jusqu’à la victoire. L’attention est focalisée sur les conséquences de la guerre sur tous les aspects de la vie civile et sur la gestion des villes, les populations définies comme acteurs passifs et par leurs besoins de consommation (nourriture, chauffage…).  La société rurale est délaissée au profit de celle urbanisée. Par l’étude de l’histoire ouvrière et de l’histoire sociale, il y a eu un focus sur le « front intérieur » dans les années 1960. À partir des années 1980, le problème du consentement à la guerre commence à remplacer celui du conflit et de la contrainte comme sujet central de l’histoire de la société civile. L’étude des modes de comportements et des pratiques permet d’observer l’investissement social et culturel dans l’effort de guerre des populations permettant également de faire l’histoire des femmes. Dans les années 1990, l’attention va se focaliser sur la question des atrocités allemandes.
Pour bon nombre de sujets comme le travail ou les stratégies de subsistance, les études datant de l’entre-deux-guerres restent les seules références dont dispose l’historien.

#### Alimentation
En ce qui concerne l’alimentation en temps d’occupation, l’ouvrage récent de Luis Angel Bernardo Y Garcia dans son ouvrage Le Ventre des Belges.L’historiographie de cette thématique est développée dans la partie de la Deuxième Guerre mondiale de cette notice. L’histoire de l’alimentation sous l’occupation de la Grande Guerre a été traitée abondamment dans la littérature sur le ravitaillement. Par un mélange des perspectives d’en haut et d’en bas, un nouvel éclairage est apporté sur cette alimentation sous l'occupation,.

#### Économie
L’histoire économique en Belgique occupée n’a pas retenu l’attention des historiens comme d’autres domaines. Il existe toutefois des études,, sur l’économie de transition entre deux ordres économiques différents qui se centre sur les activités bancaires.
Les finances de guerre ont été étudiées par D. Luyten qui s’intéresse au système monétaire belge durant la Grande Guerre.
L’histoire économique des secteurs agricoles et industriels a été abordée par l’étude des femmes qui deviennent un acteur important de main d’œuvre en temps d’occupation. 

#### Encadrement spirituel
Il y a un développement de l’historiographie consacré à l’histoire des religions sur le « front intérieur » dans les années 1990 se focalisant sur le sentiment religieux plutôt que sur l’Église en tant qu’institution.
Il n’existe pas encore d’étude internationale sur le rôle de la religion dans la Première Guerre mondiale. La place des religions non-chrétiennes est réduite dans les études qui se consacrent à la spiritualité en temps de guerre. Ces dernières années, l’objet de la guerre et des religions a été négligé. La figure principalement étudiée est celle du Cardinal Mercier dans l’historiographie de la religion lors du conflit. Celui-ci est étudié sous de nombreuses formes par les Belges mais aussi des chercheurs internationaux (R. Aubert, R. Boudens, I. Meseberg-Haubold).

### Représentations et propagande
La propagande est un centre d’intérêt durant l’entre-deux-guerres pour aborder l’histoire des civils pendant la guerre : la manipulation de l’opinion publique par le gouvernement est devenu un sujet de recherche sérieux. L’origine de cette recherche est les nombreuses accusations contre l’armée allemande, coupable d’atrocités. À ce moment, dans un contexte de montée d’un sentiment pacifiste, la thèse ressortissant de ces études, est que la propagande alliée avait inventé ces histoires ou les avait embellies, afin d’entraîner dans la guerre des pays neutres. C’est alors une histoire de la propagande limitée à celle du « bourrage de crâne ». Les historiens de la troisième configuration historiographique reviennent sur ces recherches. Une autre étude se développe en parallèle, qui s’intéresse à la manière dont la guerre a forgé des mécanismes de désinformation. Un pionnier pour cette problématique a été Harold Lasswell, un politologue américain.
L’Historial de Péronne a joué un rôle déterminant dans le renversement des problématiques habituellement appliquées à la propagande de guerre par l’étude des objets de propagande prouvant le rôle de la population dans la mobilisation. La propagande ne peut plus être envisagée uniquement d’en haut mais aussi d’en bas devenant un processus autant horizontal que vertical.
Les concepts de « mobilisation » et « démobilisation culturelle » remplacent la notion de « bourrage de crâne » grâce aux apport des « cultures de guerre ». Se « mobiliser » n’est plus seulement subir un ordre ou être victime d’une propagande mais aussi agir. Ces processus de mobilisation et de démobilisation ont pris des aspects multiples et différents qui ont évolué au cours du conflit,.

### Justice
L’occupation induit des impacts de long terme sur le système judiciaire belge par la coexistence des systèmes légaux autochtone et allemand en partie liés par des lois internationale. Les courts et tribunaux continuent d’administrer la justice criminelle et civile. En ce qui concerne la justice comme objet historiographique de façon générale nous renvoyons à la partie consacrée à la Seconde Guerre mondiale dans cette notice. 
L’histoire des justices militaires, en place dans les pays occupés, a largement été négligée par les historiens. Dans les années 1980-1990, la justice militaire est revenue comme sujet historique après une volonté de réhabilitation des « fusillés pour l’exemple » de la Première Guerre.  L’affaiblissement du débat idéologique sur la Première Guerre avec la disparition de ses principaux acteurs ainsi que l’ouverture des archives donnent lieur à une révision critique des condamnations et à la réhabilitation, du moins morale, de ces fusillés. Depuis 2013, ce sujet est  relancé par l’impulsion nationaliste flamande demandant la réhabilitation collective des exécutés belges ainsi que des excuses officielles à leur égard s’inscrivant dans une logique d’abus de la justice militaire. Le débat sur l’exercice de la justice militaire dans ce conflit est affecté par les mythes et les lieux communs, notamment sur les « fusillés pour l’exemple », alimentés par la sphère publique (cinématographie, politique…) produisant une littérature importante sur le sujet (J. Maes). Plusieurs études tempèrent ces sanctions en insistant sur leur caractère symbolique d'autant qu'elles sont souvent pardonnées et transformées en sanction disciplinaires plutôt qu’en exécutions  Berlière, J. Campion, L. Lacché, X. Rousseaux.Les condamnations sur le front intérieur par les conseils de guerre allemands sont moins connues à l’exception du cas d’Edith Cavell. 
Si la justice militaire a d’abord été étudiée d’un point de vue corporatif défendant la profession et ses acteurs ou la dénonçant, l’historiographie s’est déplacée replaçant le monde militaire dans un contexte global de la société avec une vision nouvelle de la culture politique et de l’État soulignant les insuffisances d’une justice ordinaire dépassée par les circonstances. Une justice protectrice du citoyen se transforme en un  outil d’oppression du vainqueur. Les deux côtés du banc d’accusation sont étudiés amenant les trajectoires individuelles et les stratégies pour échapper à cette justice sur la scène historique.
Les grands noms de ces études concernant la justice en période de guerre sont : B. Amez, Thiry A., Rousseaux X., Campion J., Horvat S., Simoens B. ou encore Maes J..

### Femmes
L’histoire des rapports de sexes est un prisme à travers lequel il est possible d’étudier la société dans son ensemble. Le passage d’une histoire centrée sur l’émancipation de la femme, acteur important du « front intérieur » durant l’occupation, à celle des inégalités sexuelles en général change la lecture de l’évolution du rôle de la femme en guerre.
Avant l’histoire culturelle du conflit, l’histoire des femmes, dont l’objectif  dans les années 1970 est de rendre visible les femmes du passé, s’est intéressée aux diverses expériences féminines durant le conflit et à l’impact de celles-ci sur les sociétés occidentales. Elle s’est ensuite dirigée vers l’étude des relations observant les rapports sociaux entre hommes et femmes et les symbolismes sexués analysant les constructions d’identités sexuelles. Les débats sur le concept de genre dans les années 1980 ont permis d’enrichir ces recherches et d’impulser une histoire du masculin.
L’émancipation de la femme a été étudiée selon trois axes. Dès la guerre, la découverte de nouvelles responsabilités et métiers est commentée en exploitant les sources qui les caricaturent, photographient ou en parlent. Cette histoire des nouvelles responsabilité constitue une mémoire hagiographique de la mobilisation féminine par l’action d’organisations féminines dans les années 1970 et les témoignages oraux de ces mêmes années qui ne sont pas remis en contexte. Dans les années 1980, la thèse émancipatrice de la guerre est davantage posée en termes de genre mettant en avant les caractères superficiels et temporaires des changements. Dans les années 1990, de nombreuses contradictions dans ce champ de recherche émergent entre une analyse pessimiste soulignant la forces de structures de domination  et une analyse plus optimiste, dominante aujourd’hui, qui les relativise laissant place aux stratégies individuelles.
Au début des années 1990, le récit du travail de guerre en tant que facteur émancipateur se complexifie par des études des cas nationaux et des secteurs industriels offrant un bilan plus nuancé sur les changements en temps de guerre et leur durabilité. Les historiens se détachent peu à peu de cet aspect d’émancipation en prenant en compte l’ampleur de ce changement et son effet à long terme. Une histoire du travail étudie la place des femmes en son sein est nuancée entre les domaines agricoles et industriels. Cette littérature abordant le travail des femmes a longtemps étudié les travaux rémunérés mais depuis peu elle s’intéresse également aux tâches non-rétribuées de la femme en temps de guerre.
L’histoire des identités de genre a suscité depuis une dizaine d’années de nombreux travaux sur le masculin après s’être focalisée sur le féminin. Les historiens et littéraires se sont penchés parallèlement sur les formes de mise en mots de la guerre et la place des genres dans les discours. Sortir de l’émancipation a permis d’observer la centralité du genre et la place de la « culture de guerre » dans l’histoire des femmes. Les travaux les plus récents insistent sur la porosité entre le front et les civils étudiant les correspondances mais aussi la présence des hommes sur le front intérieur.
L’histoire des femmes, particulièrement dans les pays qui ont connu l’occupation, a mis davantage en évidence la violence subie plutôt que celle exercée.
Le corpus de travaux traitant des expériences des femmes et dans une moindre mesure des hommes sur le front intérieur augmente par des ouvrages sur les civils en temps de guerre, des introductions sur les expériences des femmes, des études nationales, des ouvrages sur les aspects politiques de la vie domestique en temps de guerre (y compris les aides aux familles), le rôle des organisations féminines et la lutte pour le suffrage universelle mais aussi dans des ouvrages étudiant les genres ou l’antimilitarisme au foyer.
Ce sont les veuves de guerre qui ont dernièrement retenu l’attention plutôt que les épouses mais les défis du front de l’intérieur pour les femmes mariées apparaissent dans le panorama comparatif de S. R. Grayzel. En ce qui concerne les comportements sexuels des hommes et des femmes ainsi que leurs représentations culturelles, Le Naour J.-Y. est une référence au même titre qu'E. Debruyne.
En Belgique, l’apport de l’histoire des femmes dans la relecture de la Grande Guerre est encore largement sous-estimé. Il faut attendre la création du Groupe interdisciplinaire d’Études sur les Femmes et sa revue Sextant début des années 1990 pour dépasser la représentation traditionnelle des femmes dans la guerre, portrait hagiographique de quelques héroïnes comme Edith Cavell ou Gabrielle Petit. Les rôles des femmes dans leurs divers rôles d’ouvrières, volontaires, symboles, espionnes, résistantes et collaborateurs, embrassant le patriotisme et la vie de famille ont été traités  (D. De Weerdt, É. Gubin, T. Proctor, L. Van Ypersele et E. Debruyne). Toutefois la participation des femmes dans la guerre et ses effets sur leurs vies n’ont pas encore été étudiés en détail en Belgique à l’inverse de la France  (A. Becker, J.-Y. Le Naour, H. McPhail, F. Thébaud). Les études concernant la masculinité dans l’histoire des genres restent encore peu nombreuses. Les liens entre genre et nationalisme, la guerre et la masculinité ainsi que le genre en lien avec les traumas de guerre sont également une piste de recherche intéressante au vu des expériences historiographique de la France et de l’Allemagne.

## Seconde Guerre mondiale
L’histoire de l’occupation, ainsi que l’historiographie de la Seconde Guerre mondiale en général, se développe très tardivement en Belgique. Volonté de paix et de réconciliation, désir de passer à autre chose dans l’après-guerre, thématique encore trop récente et sensible pour pouvoir l’aborder sans crainte… tant de raisons qui peuvent expliquer ce retard. En effet, le sujet de la Seconde Guerre mondiale et toutes les horreurs qu’elle a pu occasionner étant jugés trop sensibles pour être aborder dans des travaux universitaires. 
Ce n’est qu’en 1967 qu’est créé ce que l’on appelle alors le Centre de Recherches et d'Études historiques de la Seconde Guerre mondiale (CREHSGM), l’actuel CEGESOMA. À partir de sa création, les recherches sur le second conflit mondial démarrent véritablement. Le but de ce Centre est de « prendre toutes les mesures nécessaires en vue de recenser, sauvegarder et dépouiller les documents ou archives se rapportant à la Seconde Guerre mondiale en Belgique, à ses antécédents et préliminaires ainsi qu’à ses conséquences ». 
En 1969, le Centre rassemblait six auteurs, dont José Gotovitch et Jules Gérard-Libois, pionniers de la recherche sur la Seconde Guerre mondiale en Belgique. Ils publient, en 1971, un ouvrage intitulé L’An 40, encore aujourd’hui une référence dans l’histoire de l’occupation et de la Seconde Guerre mondiale. À l'heure actuelle, le sujet fait toujours l’objet de recherche de la part des historiens. 

### Relations entre occupants et occupés

#### Résistance et collaboration
À la sortie du conflit, la place n’était pas aux historiens mais à la population de s’exprimer. Si du côté francophone, ce sont principalement les résistants qui se sont manifestés, la Flandre voit fleurir un grand nombre de publications d’anciens collaborateurs pour mettre en exergue la répression de l’État belge comme règlement de comptes anti-flamand.
Ainsi, il faut attendre 1982 pour qu'une série télévisée diffusée par la BRT jette un pavé dans la mare. Il s’agit de la série « De Nieuwe Orde » de Maurice De Wilde (nl), journaliste belge et producteur de télévision. Cette série montre à ses téléspectateurs, qui ne sont pas moins de 800.000 à la suivre, Flamands pour la plupart, des aspects de la collaboration encore mal connus, voire occultés, de la collaboration en Belgique. Elle pointe de manière très explicite les liens entre la collaboration et les crimes du nazisme. Cette série, qui a déclenché à l’époque de nombreuses controverses, a eu pour effet de briser le silence et le tabou qui entourait jusqu’alors la Seconde Guerre mondiale.
Cependant, il faudra attendre 1991 pour qu’une étude menée par Luc Huyse (nl) sur la répression de la collaboration fasse le point sur la question. De plus, les thèses de doctorat de Bruno De Wever (nl) et Martin Conway permettent pour le premier d’identifier le VNV comme parti fasciste et, pour le second, d’aborder le thème du rexisme. Ensuite, des recherches ultérieures vont s'intéresser à l’attitude des élites locales, des bourgmestres et des autorités belges dans la persécution des juifs en Belgique. Aujourd’hui, les historiens du nord du pays analysent la collaboration comme une assimilation des objectifs et de l’idéologie de l’occupant. On peut d’ailleurs noter à ce propos une similitude avec l’historiographie du régime de Vichy. En France, le témoignage à propos de la collaboration est stimulé par la sortie du film Le Chagrin et la Pitié de Marcel Ophüls en 1971, suivi de très près par la parution du livre Vichy France: Old Guard and New Order en 1972 de l’historien américain Robert Paxton. Le livre paraît en version française sous le titre La France de Vichy en 1973. On remarque que dans le cas belge comme dans le cas français, une série ou un film est venu briser un tabou persistant, puis les ouvrages scientifiques ont suivi. D’ailleurs, pour les deux pays, un étranger britannique ou américain a apporté sa pierre à l’édifice historiographique, le sujet étant sans doute plus facile à aborder pour eux. 
Du côté francophone, rares étaient les personnes qui ne considéraient pas la collaboration comme de la trahison pure et simple. Une fois les émotions retombées, les juges laissèrent alors leur place aux historiens. Contrairement à leurs homologues flamands, les historiens francophones ne s’aventurèrent que peu dans ce domaine d’étude soit par désintérêt soit par peur qu’on les pense assimilés à ces idées. Ainsi, il faudra attendre la seconde moitié des années 1960 pour qu’une première étude digne de ce nom, quoique mince, de Jacques Willequet paraisse dans la Revue d’histoire de la Deuxième Guerre mondiale. Ensuite, l’An 40 de Jules Gérard-Libois et José Gotovitch permit au public d’obtenir pour la première fois une analyse détaillée et dépassionnée du difficile sujet de la collaboration. Après la vague de publication des années 1990, on peut dire aujourd’hui que la collaboration francophone a été analysée en détail.
La collaboration est l’un des sujets les plus connus dans l’histoire de la Seconde Guerre mondiale en Belgique. En effet, le nombre de publications sur le sujet ne cesse d’augmenter depuis les années 1970. Ces décennies d’historiographie scientifique ont formé une image relativement épurée de la collaboration bien que certaines zones d’ombres subsistent. De plus, l’arrivée d’une nouvelle génération de chercheurs permet de soulever de nouvelles questions de recherches et ainsi continuer d’alimenter le débat sociétal.
Du côté des recherches sur la résistance, la Belgique a pu bénéficier d’un nombre important de publications. Jusqu’en 1967, l’historiographie est principalement constituée d’ouvrages commémoratifs, hagiographiques ou de souvenirs de héros de la résistance. Ensuite, la création du CREHSGM et la parution plus tard de l’An 40 de Jules Gérard-Libois et José Gotovitch en 1971 entament l’étude scientifique de ce phénomène et, de manière plus large, l’occupation. C’est à partir de cette période que la résistance va être l’objet de nombreuses études. Par exemple, les travaux de José Gotovitch et Fabrice Maerten ont mis en avant les dimensions idéologiques et l’ancrage sociétal du phénomène. Dans l’aspect du renseignement, l’approche scientifique y est récente du fait des difficultés inhérentes à l’étude de ce genre d’activité (secret ou jugé réservé aux journalistes en manque de scandale). Ainsi, l’étude débute vraiment dans les années 1970 avec les articles d'Étienne Verhoeyen puis, par la suite, de Vincent Dujardin. De plus, les contributions des professeurs Stengers (ULB) et Lory (UCL) au travers des mémoires et licences permettent un approfondissement de l’histoire, de la composition sociale et de la connaissance des réseaux pendant les deux guerres. À l’heure actuelle, les nombreuses publications d’Emmanuel Debruyne relatives à ce sujet ont permis un apport non négligeable à l’historiographie.

#### Violence et répression
L’étude des répressions militaires par la Wehrmacht fait encore aujourd’hui face à la « légende d’une Wehrmacht propre », son rôle dans la guerre faisant toujours l’objet de controverse. Cette légende, assez communément acceptée, perdure jusqu’à la fin de la Guerre froide et l’ouverture des dépôts d’archives soviétiques, ce qui relança le débat malgré les publications de Klaus-Jürgen Müller, Helmut Krausnick, Manfred Messerschmidt, Wilhelm Deist, Hans-Adolf Jacobsen ou encore Christian Streit dans les années 1970-1980 et qui combattaient cette idée de « Wehrmacht propre ».

#### Déportations et exils
L’étude de la violence pour la Seconde Guerre mondiale est un sujet très large. Elle comprend les différentes vagues de répressions, d’abord à celle des occupants contre toutes les déclinaisons de résistance, puis celle de l’épuration, contre les collaborateurs avérés ou présumés. 
Même si cet article n’en détaillera pas l’historiographie, car ces thèmes sont plutôt du domaine de l’histoire de la Shoah, l’on peut aussi évoquer la discrimination puis la traque des cibles idéologiques du Troisième Reich, les principaux étant les Juifs, mais aussi les communistes, les Slaves, les homosexuels, les Tziganes et les handicapés mentaux. On peut également y ajouter les exactions commises contre la population en représailles, comme ce fut le cas à Oradour-sur-Glane ; et la violence psychologique qu’implique une période d’occupation, comme le sentiment de crainte permanent pour toute sorte de raisons. Ces derniers sujets sont cependant plus des objets d’études propres à l’histoire de la mémoire pour le premier, et à l’histoire des émotions pour le second.
En ce qui concerne l’histoire de l’épuration, John Gilissen est un pionnier : en 1951, il publie l'Étude statistique de la répression de l'incivisme, « incivisme » signifiant ici « collaboration ». Il est suivi, quarante ans plus tard, par Luc Huyse et Steven Dhondt, qui publient Collaboratie en repressie in België, 1942-1952 en 1991. L’ouvrage, qui fait le point sur la question de la collaboration et de la répression des résistants pendant l’occupation et des collaborateurs des années suivantes, est traduit en français en 1993.

### Vie quotidienne

#### Alimentation
La vie alimentaire en Belgique pendant et après la Première et Seconde Guerre mondiale fut récemment étudiée en profondeur par l’historien Luis Angel Bernardo Y Garcia dans son ouvrage Le Ventre des Belges en 2017. Au sein de ce travail, l’auteur nous renseigne notamment sur l’évolution historiographique du sujet dont les cinq cycles de la politique alimentaire belge furent abordés inégalement. Ainsi, le regard fut porté tant sur la politique des prix, des salaires et de façon générale, sur les enjeux financiers et monétaires que sur le ravitaillement seul. Les deux occupations allemandes firent l’objet d’une littérature abondante sur le ravitaillement tandis que les après-guerres furent abordées sur le plan financier et monétaire. Même à l’heure actuelle, les grandes synthèses scientifiques publiées sur l’histoire de la Belgique contemporaine témoignent d’un regard distrait ou inégal posé par l’historiographie sur la politique alimentaire en dehors des périodes d’occupation. Pourtant, l’historiographie alimentaire belge commence dès les années 1920 et se renouvelle au fil du temps par une lente ouverture des archives et des nouveaux champs de recherches nationaux et internationaux autour des deux guerres mondiales.

### Justice
En Belgique, la justice s’est progressivement transformée en un objet de recherche historique. En effet, parcourir les recherches consacrées à la justice n’est pas aussi simple qu’il y paraît car l’historiographie des deux derniers siècles demeure à l’état embryonnaire. Contrairement aux modernistes et médiévistes alors sensibles à un tel développement, elle ne touche qu’avec un certain décalage l’histoire contemporaine. Ce retard historiographique peut s’expliquer par la conjoncture de plusieurs phénomènes :
- Traditionnellement réservée à l’histoire du droit. Après la Révolution française, l’étude du droit est considérée comme une affaire de spécialiste.
- L’histoire politique, économique et sociale de la Belgique sur l’histoire du droit, en particulier sur les sources traditionnelles de l’historien juriste (la norme, la jurisprudence, la doctrine).
- Les archives judiciaires dont la consultabilité est toujours limitée par la loi des cent ans ! Le caractère massif a longtemps fait obstacle aux politiques de conservations, d’inventoriage et de sélection raisonnée jusque dans les années 1990. Cela a entraîné des complications dans l'exploitation des archives judiciaires contemporaines.

À l’heure actuelle, il y a une domination des questions pénales du fait de l’existence de disciplines fortement intégrées aux sciences sociales comme la criminologie qui soutient une approche plus contextuelle et empirique des phénomènes judiciaires.
En ce qui concerne la Seconde Guerre mondiale, le contrôle des suspects politiques (Hannes, 1983) lors de la mobilisation, la position difficile des forces de l’ordre ou de la magistrature en Belgique occupée durant la guerre (Louveau, 1981 ; Van Geet, 1985) et le traitement des otages par les autorités militaires d’occupation (Konings, 1982) ont fait l’objet d’étude. Mais c’est principalement le rôle de la justice militaire dans la répression des collaborations qui a suscité des analyses d’époque (Gilissen, 1950-1951) et des travaux ultérieurs. Les divers travaux présentent un tableau complexe portant à la fois sur les questions de définition de la collaboration avec l’ennemi (Gilissen 1984 a et b), l’analyse des milieux “collaborateurs” (Ghysens, 1983), la politique de la répression, les moyens mis en œuvre, notamment dans la magistrature et le quotidien des internements (Dingemans, 1995). Une recherche exemplaire  a profondément renouvelé la question de la répression des collaborations à partir d’une analyse quantitative des jugements des conseils de guerre (Huyse, Dhondt, Depuydt, 1993). Enfin, les recherches sont en pleins essor du côté flamand par l’ouverture des archives de l’Auditorat militaire et des conseils de Guerre pour la période 1944-1952.

### Les femmes durant l'occupation
Jusqu’à la fin du XXe siècle, la résistance fut souvent confinée à une histoire d’homme alors qu’une partie de l’historiographie féministe considère la participation des femmes dans la résistance comme un déclencheur de leur émancipation après la Seconde Guerre mondiale. Depuis les années 1980, les études sur l’histoire des femmes portent sur les rapports hommes-femmes dans le monde occidental, où le cas des femmes pendant l’occupation ne fut pas oublié. En Belgique, des ébauches d’analyse scientifique commencent à succéder aux quelques approches de type « féministe » élaborées au début des années 1980. Auparavant, il n’existait qu’une série d’études fragmentées, certes nombreuses, sur l’histoire des femmes mais qui comportaient des zones d’ombres importantes. Depuis la fin des années 1980, des éclairages sont faits parmi les publications scientifiques sans prétendre toutefois à l’exhaustivité. En effet, les premiers articles scientifiques portant sur ce sujet paraissent à la fin des années 1980 et dans les années 1990. On peut citer, par exemple, l’article de Joan Scott,Rewriting History, paru en 1987 et l’ouvrage de cinq volumes de Georges Duby et Michelle Perrot, Histoire des femmes en Occident . 
Comme l’explique Françoise Thébaud, l’étude historique des femmes durant l’occupation « est liée à des enjeux de mémoire dont il faut être conscient pour tenter d’exhumer le passé ». Ceci explique pourquoi l’histoire des femmes en général est un domaine récent, et que de nombreux aspects de ce domaine de recherche soient encore lacunaires.

## Pour approfondir

#### Concernant l'occupation en Belgique
Cette section contient des références qui approchent l'histoire de l'occupation de façon thématique ou générale.

##### Première Guerre mondiale
- Michaël Amara et Hubert Roland, Gouverner en Belgique occupée : Oscar von der Lancken-Wakenitz (Rapports d’activité 1915-1918), Francfort, Peter Lang, 2004.
- (en) Michaël Amara, « Refugees (Belgium) », sur 1914-1918-online, 2015 (consulté le 20 décembre 2018).
- Stéphane Audouin-Rouzeau et Annette Becker, 14-18. Retrouver la Guerre, Paris, Gallimard, coll. « Bibliothèque des Histoires », 2000.
- Stéphane Audouin-Rouzeau et Jean-Jacques Becker, Encyclopédie de la Grande Guerre 1914-1918. Histoire et culture, Paris, Bayard, 2004.
- Annette Becker, Les cicatrices rouges. 14-18. France et Belgique occupées, Paris, Fayard, 2010.
- Annette Becker, Oubliés de la grande guerre. Humanitaire et culture de guerre 1914-1918 : Populations occupées, déportés civils, prisonniers de guerre, Paris, Noêsis, 1998.
- (en) James E. Connolly, « Collaboration (Belgium and France) », sur 1914-1918-online, 2014 (consulté le 20 décembre 2018)
- (en) Gustavo Corni, « Occupation during the War », sur 1914-1918-online, 2014 (consulté le 20 décembre 2018)
- Frédéric Dauphin, « Le Clergé paroissial en Belgique: la perception de l’occupation allemande », Revue du Nord, vol. 80, no 325,‎ 1998, p. 367-382.
- (en) Sophie de Schaepdrijver, « Making Sense of the War (Belgium) », sur 1914-1918-online, 2014 (consulté le 20 décembre 2018).
- Sophie de Schaepdrijver, La Belgique et la Première Guerre mondiale (Documents pour l’histoire des francophonies, 4), Bruxelles, Archives et musée de la littérature, 2004
- (en) Emmanuel Debruyne, « Espionage », sur 1914-1918-online, 2014 (consulté le 20 décembre 2018)
- (en) Emmanuel Debruyne, « Intimate Relations between Occupiers and Occupied (Belgium and France) », sur 1914-1918-online, 2014 (consulté le 20 décembre 2018).
- Emmanuel Debruyne, « Les "délices" de l'occupation : Rencontres intimes entre femmes belges et soldats allemands, 1914-1918 », La Revue Générale, Hamme-Mille, De Boeck Université,‎ 2014.
- (en) Emmanuel Debruyne, « Intimate Relations between Occupiers and Occupied (Belgium and France) », sur 1914-1918-online, 2014 (consulté le 20 décembre 2018).
- Emmanuel Debruyne, Femmes à Boches : occupation du corps féminin, dans la France et la Belgique de la Grande Guerre, Paris, Les Belles Lettres, 2018.
- Emmanuel Debruyne et Johan Paternostre, La Résistance au quotidien, 1914-1918 : témoignages inédits, Bruxelles, Racine, 2009.
- Michel Dumoulin, « 1905-1918. L’Entrée dans le XXe siècle », dans Nouvelle Histoire de Belgique, Bruxelles, Le Cri, coll. « Histoire », 2010.
- (en) Éliane Gubin, Els Flour et Marie Kympers, « Women's Mobilization for War (Belgium) », sur 1914-1918-online, 2016 (consulté le 20 décembre 2018).
- Serge Jaumain (éd.) et al., Une guerre totale ? La Belgique dans la Première Guerre mondiale (Nouvelles tendances de la recherche historique. Actes du colloque international organisé par l’ULB du 15 au 17 janvier 2003), Bruxelles, Archives générales du Royaume, coll. « Études sur la Première Guerre mondiale » (no 11), 2005.
- (en) Heather Jones, « Prisoners of War (Belgium and France) », sur 1914-1918-online, 2015 (consulté le 20 décembre 2018).
- Georges Lebouc, Bruxelles occupée : ou la vie quotidienne sous l'occupation allemande, Bruxelles, 2014, 180e éd..
- (en) Dirk Luyten, « Labour (Belgium) », sur 1914-1918-online, 2016 (consulté le 20 décembre 2018).
- Christophe Prochasson, 14-18. Retours d’expériences, Paris, Tallandier, coll. « Texto. Le goût de l’histoire », 2008.
- (en) Tammy M. Proctor, « The Everyday as Involved in War », sur 1914-1918-online, 2014 (consulté le 20 décembre 2018).
- Xavier Rousseaux, Stanislas Horvat et Mélanie Bost, « Les espions civil au service de l'ennemi, au prisme de la justice militaire belge. L'autre versant de la guerre de l'ombre (1914-1920) », Revue Belge d'Histoire Contemporaine, Gand, Jan Dhondt Foundation v.z.w.,‎ 2014.
- (en) Joachim Schröder et Alexander Watson, « Occupation during and after the War (Germany) », sur 1914-1918-online, 2016 (consulté le 20 décembre 2018).
- (en) Jens Thiel et Christian Westerhoff, « Forced Labour », sur 1914-1918-online, 2014 (consulté le 20 décembre 2018).
- Pierre Tilly et Pascal Deloge, « Milieux économiques belges et occupation allemande de 1914 à 1918 : une stratégie du moindre mal », Entreprises et Histoire, Paris, ESKA,‎ 2012.
- (en) Christine Van Everbroeck, « Flemish Movement », sur 1914-1918-online, 2014 (consulté le 20 décembre 2018).
- (en) Antoon Vrints, « Food and Nutrition (Belgium) », sur 1914-1918-online, 2014 (consulté le 20 décembre 2018).
- (en) Antoon Vrints, « Labour Movements, Trade Unions and Strikes (Belgium) », sur 1914-1918-online, 2014 (consulté le 20 décembre 2018).
- (en) Larissa Wegner, « Occupating during the War (Belgium and France) », sur 1914-1918-online, 2014 (consulté le 19 décembre 2018).
- Jay Winter (éd.), La Première Guerre mondiale, t. 3 : Sociétés, Paris, Fayard, 2013-2014.

##### Deuxième guerre mondiale
- Paul Aron et José Gotovitch (éd.), Dictionnaire de la Seconde Guerre mondiale en Belgique, Bruxelles, André Versaille éd., 2008.
- Emmanuel Debruyne, La guerre secrète des espions belges. 1940-1944, Bruxelles, Racine, 2008.
- Vincent Dujardin et Mark Van Den Wijngaert, « 1940-1950. La Belgique sans roi », dans Nouvelle Histoire de Belgique, Bruxelles, Le Cri, coll. « Histoire », 2010.
- Gaël Eismann et Stefan Martens (éd.), Occupation et répression militaire allemandes. La politique du "maintien de l’ordre" en Europe occupée, 1939-1945, Paris, Autrement, coll. « Mémoires » (no 127), 2007.
- José Gotovitch et Chantal Kesteloot (éd.), Collaboration, répression. Un passé qui résiste, Bruxelles, Labor, coll. « La Noria », 2002.
- Barabara Lambauer, « Collaborations en Europe (1939-1945) », sur Encyclopédie pour une histoire nouvelle de l'Europe - LabEX EHNE, 2015 (consulté le 20 décembre 2018).
- (en) Joan Scott, « Rewriting History », dans Margaret Higonnet  e.a. (éd.), Behind the Lines : Gender and the Two World Wars, New Haven/Londres, Yale University Press, 1987.
- Paul Struye et Guillaume Jacquemyns, La Belgique sous l’Occupation allemande (1940-1944), Bruxelles, Complexe, coll. « Histoires contemporaines », 2002.
- Veerle Vanden Daelen, « Belgique en guerre – Personnalités : Maurice de Wilde », sur la plateforme Belgium WWII du CEGESOMA (consulté le 16 décembre 2017).
- (nl) Mark Van Den Wijngaert (éd.) et al., België tijdens de Tweede Wereldoorlog, Anvers, Standaard Uitgeverij, 2004.
- Jacques Willequet, La Belgique sous la botte. Résistances et collaborations. 1940-1945, Paris, éd. Universitaires, 1986.
- Nico Wouters, « Davantage la France que la Belgique: l’unicité du Nord-Pas-De-Calais, 1940-1944 », Cahiers d'Histoire du Temps Présent, no 15,‎ 2005, p. 205-223.
- (nl) Nico Wouters, De Fuhrer Staat. Overheid en collaboratie in Belgie (1940-1944), Tielt, Lannoo, 2006.
- (en) Nico Wouters, Mayoral collaboration under nazi occupation in Belgium, the Netherlands and France, 1938-46, Berlin, Springer, 2016.

##### Les deux conflits mondiaux
- Stéphane Audouin-Rouzeau (éd.) et al., La violence de guerre. 1914-1945. Approches comparées des deux conflits mondiaux, Bruxelles, Complexe, coll. « Histoire du Temps Présent », 2002.
- Luis Angel Bernardo Y Garcia, Le Ventre des Belges. Une histoire alimentaire des temps d'occupation et de sortie de guerre (1914-1921 & 1939-1948), Bruxelles, Archives générales du Royaume, coll. « Studies in Belgian history » (no 4), 2017.
- Mélanie Bost, Paul Drossens et Stanislas Horvat (éd.), Ressources et usages des archives de la justice militaire, Bruxelles, Archives Générales  du Royaume, coll. « Justice & Society » (no 7), 2016.
- James E. Connolly, « La résistance aux occupations militaires en Europe depuis le XIXe siècle », sur Encyclopédie pour une histoire nouvelle de l'Europe - LabEX EHNE, 2015 (consulté le 20 décembre 2018).
- Margo de Koster (éd.) et al., Justice in wartime and revolutions : Europe, 1795-1950, Bruxelles, Archives Générales du Royaume, coll. « Justice & society » (no 6), 2012.
- Frédéric Dressberg, « Régimes et logiques d’occupation. XIXe – XXIe siècles », sur Encyclopédie pour une histoire nouvelle de l’Europe - LabEX EHNE, 2015 (consulté le 20 décembre 2018).
- Benoît Majerus, Occupations et logiques policières : la police bruxelloise en 1914-1918 et 1940-1945, Bruxelles, Académie royale de Belgique, 2007.
- Xavier Rousseaux, « L'histoire de la justice en Belgique : état des recherches d'un domaine en gestation », Revue Belge d'Histoire Contemporaine, vol. 28,‎ 1998, p. 247-277.
- François Thébaud, « Le XXe siècle », dans Georges Duby et Michelle Perrot (éd.), Histoire des femmes en Occident, t. 5, Paris, Plon, 1992.

#### Concernant la constitution de la notice
Cette section contient les travaux ayant servi à la rédaction de cette notice (historiographie).

##### Première Guerre mondiale
- Michaël Amara et Hubert Roland, Gouverner en Belgique occupée : Oscar von der Lancken-Wakenitz (Rapports d’activité 1915-1918), Francfort, Peter Lang, 2004.
- Stéphane Audouin-Rouzeau et Annette Becker, 14-18. Retrouver la Guerre, Paris, Gallimard, coll. « Bibliothèque des Histoires », 2000.
- Stéphane Audouin-Rouzeau et Jean-Jacques Becker, Encyclopédie de la Grande Guerre 1914-1918 : histoire et culture, Paris, Bayard, 2004.
- Stéphane Audouin-Rouzeau et Jean-Jacques Becker, Encyclopédie de la Grande Guerre 1914-1918. Histoire et culture, Paris, Bayard, 2004.
- Jean-Jacques Becker, « L’évolution de l’historiographie de la Première Guerre mondiale », Revue historique des armées, no 242,‎ 2006, p. 4-15.
- Bruno Benvindo, Benoît Majerus et Antoon Vrints, « La Grande Guerre des Historiens belges, 1914-2014 », Journal of Belgian History, vol. 44, nos 2-3,‎ 2014, p. 170-196.
- Luis Angel Bernardo Y Garcia, Le Ventre des Belges. Une histoire alimentaire des temps d'occupation et de sortie de guerre (1914-1921 & 1939-1948), Bruxelles, Archives générales du Royaume, coll. « Studies in Belgian history » (no 4), 2017.
- Richard Boijen, Pierre-Alain Tallier et al., La Belgique et la Première Guerre mondiale. État des sources : État de la recherche (Actes du colloque des 8 et 9 novembre 2001), Bruxelles, Archives Générales du Royaume, 2002.
- Mélanie Bost, Paul Drossens et Stanislas Horvat (éd.), Ressources et usages des archives de la justice militaire, Bruxelles, Archives Générales  du Royaume, coll. « Justice & Society » (no 7), 2016.
- Margo de Koster (éd.) et al., Justice in wartime and revolutions : Europe, 1795-1950, Bruxelles, Archives Générales du Royaume, coll. « Justice & society » (no 6), 2012.
- Christian Delacroix (éd.) et al., Historiographies. Concepts et débats (2 vol.), Paris, Gallimard, 2010.
- (en) Susanne Brandt, « Memory of the War: Popular Memory 1918-1945, 1945 to the Present (Version 1.1) », sur 1914-1918-online, 2014 (consulté le 20 décembre 2018).
- (en) Heather Jones, « As the Centenary Approaches: The Regeneration of First World War Historiography », Historical Journal, vol. 56, no 3,‎ 2013, p. 857-878.
- Erniel Lamberts, « Historiographie de la vie religieuse en Belgique pendant la Grande Guerre », Revue d'Histoire de l'Église de France, vol. 102, no 1,‎ 2016, p. 57-67.
- Jean-Yves Le Naour (éd.), Dictionnaire de la Grande Guerre, Paris, Larousse, 2008.
- (en) Dirk Luyten, « War Finance (Belgium) », sur 1914-1918-online, 2014 (consulté le 20 décembre 2018)
- Benoît Majerus, Occupations et logiques policières : la police bruxelloise en 1914-1918 et 1940-1945, Bruxelles, Académie royale de Belgique, 2007.
- Christophe Prochasson, 14-18. Retours d’expériences, Paris, Tallandier, coll. « Texto. Le goût de l’histoire », 2008.
- (en) Tammy M. Proctor, « Missing in Action: Belgian Civilians and the First World War », Belgisch Tijdschrift voor Nieuwste Geschiedenis, vol. 35, no 4,‎ 2005, p. 547-572.
- Antoine Prost et Jay Winter, Penser la Grande Guerre. Un essai d'historiographie, Paris, Seuil, coll. « Points Histoire. L’histoire en débats » (no 336), 2004.
- (en) Larissa Wegner, « Occupating during the War (Belgium and France) », sur 1914-1918-online, 2014 (consulté le 19 décembre 2018).
- (en) Jay Winter, « Historiography 1918-Today », sur 1914-1918-online, 2014 (consulté le 20 décembre 2018).
- Jay Winter (éd.), La Première Guerre mondiale, t. 3 : Sociétés, Paris, Fayard, 2013-2014.
- (en) Jay Winter, Remembering War. The Great War between History and Memory in the 20th Century, New Haven, Yale University Press, 2006.
- Jay Winter, Entre deuil et mémoire. La Grande Guerre dans l'histoire culturelle de l'Europe, Paris, Armand Colin, 2008.
- (en) Nico Wouters, « Historiography 1918-Today (Belgium) », sur 1914-1918-online, 2015 (consulté le 20 décembre 2018).
- Laurence Van Ypersele et Emmanuel Debruyne, De la guerre de l'ombre aux ombres de la guerre : l'espionnage en Belgique durant la guerre 14-18., Bruxelles, Labor, coll. « Histoire et mémoire », 2004.

##### Seconde Guerre mondiale
- « Historique du Centre », sur CEGESOMA, s. d. (consulté le 20 décembre 2018).
- Luc Courtois, Françoise Rosart et Jean Pirotte (éd.), Femmes des années 80, Academia, Crédit Communal, 1989.
- Emmanuel Debruyne, La guerre secrète des espions belges, Bruxelles, Racine, 2008.
- (nl) Ido De Haan et Peter Romijn, « Nieuwe geschiedschrijving van de collaboratie », Bijdragen en Mededelingen betreffende de Geschiedenis der Nederlanden, vol. 124, no 3,‎ 2009, p. 323-328.
- Gaël Eismann et Stefan Martens (éd.), Occupation et répression militaire allemandes : La politique du « maintien de l’ordre » en Europe occupée, 1939-1945, Paris, Autrement, coll. « Mémoires » (no 127), 2007.
- Dick van Galen Last, « Historiographie de la Seconde Guerre mondiale », Bulletin d’histoire politique, vol. 16, no 1,‎ 2007.
- Jules Gérard-Libois et José Gotovitch, L'An 40. La Belgique occupée, Bruxelles, CRISP, 1971.
- José Gotovitch et Chantal Kesteloot (éd.), Collaboration, répression. Un passé qui résiste, Bruxelles, Labor, coll. « La Noria », 2002, p. 5-6.
- Chantal Kesteloot, « Il ne s’agit pas ici d’un best-seller de qualité incertaine : quelques échos suscités par la parution de “L’an 40” », Cahiers d'Histoire du Temps Présent, no 15,‎ 2005, p. 13-28.
- (en) Chantal Kesteloot, « Historiographie et collaboration », sur Belgium WWII - CEGESOMA, s.d. (consulté le 20 décembre 2018).
- Fabrice Maerten, « La Résistance, facteur d'émancipation des femmes? Le cas du Hainaut », Cahiers d'Histoire du Temps Présent, no 4,‎ 1998, p. 173-174.
- (nl) Willem C. Meyers, « België in de Tweede Wereldoorlog. Een poging tot kritische selectie van de voornaamste werken gepubliceerd sinds 1970 », Bijdragen en Mededelingen betreffende de Geschiedenis der Nederlanden, vol. 105, no 2,‎ 1990, p. 280-294.
- Xavier Rousseaux, « L'histoire de la justice en Belgique : état des recherches d'un domaine en gestation », Revue Belge d'Histoire Contemporaine, vol. 28,‎ 1998, p. 247-277.
- (en) Joan Scott, « Rewriting History », dans Margaret Higonnet e.a. (éd.), Behind the Lines : Gender and the Two World Wars, New Haven/Londres, Yale University Press, 1987, p. 21-30.
- Eddy Stols, « Exil et migration: Refus de mémoire et réalités historiques en Belgique », Matériaux pour l’Histoire de Notre Temps, no 67,‎ 2002.
- Françoise Thébaud, « Le XXe siècle », dans Histoire des femmes en Occident, t. 5, Paris, Plon, 1992.
- Françoise Thébaud, « Deuxième guerre, femmes et rapports de sexe. Essai d'historiographie », Cahiers d'Histoire du Temps Présent, no 4,‎ 1998, p. 227-248.
- Veerle Vanden Daelen, « Maurice de Wilde », sur Belgium WWII - CEGESOMA, 2010 (consulté le 20 décembre 2018).